# 카를로스 보카네그라
카를로스 마누엘 보카네그라(스페인어: Carlos Manuel Bocanegra, 1979년 5월 25일 ~ )는 미국의 전직 축구 선수이자 현 경영인으로 현역 시절 센터백으로 활약했으며 FIFA 센추리클럽에 가입되어 있는 17명의 미국 선수 중 하나다. 선수 은퇴 후 2015년부터 현재까지 메이저 리그 사커의 애틀랜타 유나이티드의 단장으로 재직 중이며 미국과 멕시코 이중 국적을 보유하고 있다.

## 선수 시절

### 클럽
2000년 MLS 슈퍼 드래프트를 통해 시카고 파이어에 입단한 보카네그라 단장은 입단 첫 해부터 2003년까지 4시즌동안 시카고의 주전 수비수로 맹활약(공식전 120경기 7골)하며 팀의 2번의 MLS컵 준우승(2000, 2003), US 오픈컵 2회 우승(2000, 2003) 등에 기여했고 이에 힘입어 2000년 MLS 올해의 신인상과 2회 연속 올해의 수비수상(2002, 2003)을 수상하는 기염을 토했다.
이후 2003-04 시즌 개막을 앞두고 잉글랜드 프리미어리그의 풀럼 FC로 이적하여 2007-08 시즌까지 133경기 8골의 공식전 기록을 남기며 2003-04 시즌 잉글랜드 FA컵 8강, 2004-05 시즌 EFL컵 8강 진출의 성과를 거두었고 2008-09 시즌부터 2009-10 시즌까지 프랑스 리그앙의 스타드 렌에서 공식전 74경기 4골을 기록하며 2008-09 시즌 쿠프 드 프랑스 준우승에 기여했다.
그리고 2010-11 시즌부터 2011-12 시즌까지 AS 생테티엔에서 활동하며 공식전 37경기 2골을 기록한 뒤 스코티시 프리미어십의 강호 레인저스 FC로 이적한 이후 공식전 32경기를 소화하며 팀의 2011-12 리그 준우승에 기여했지만 팀 내부 사정으로 인해 결국 유럽 클럽 대항전에 출전을 못하게 되었고 설상가상으로 3부 리그까지 강등되는 수모를 면치 못했다.
이후 스페인 2부 리그의 라싱 산탄데르로 이적하며 리그 21경기를 소화한 뒤 2013년 치바스 USA 이적을 통해 10년만에 고국으로 복귀하여 30경기를 소화했으며 2014 시즌을 끝으로 14년간 정들었던 그라운드와 작별했다.

### 국가대표팀
미국 U-20 대표팀 소속으로 1999년 FIFA U-20 월드컵 본선에 참가하여 16강 진출에 기여했고 이후 2001년 12월 9일 미국 성인대표팀 소속으로 거스 히딩크 감독이 이끌던 대한민국과의 친선 경기에서 국제 A매치 데뷔전을 가졌다.
그리고 2007년 미국 대표팀의 캡틴으로 선임된 이후 2012년 은퇴할 때까지 A매치 통산 110경기 14골을 기록하며 2002년 CONCACAF 골드컵 우승, 2003년 CONCACAF 골드컵 3위, 2006년 FIFA 월드컵 16강, 2007년 CONCACAF 골드컵 우승, 2009년 FIFA 컨페더레이션스컵 준우승, 2010년 FIFA 월드컵 16강, 2011년 CONCACAF 골드컵 준우승 등에 공헌했고 2011년 11월 15일 열린 슬로베니아와의 친선 경기에서는 A매치 개인 통산 100번째 경기에 출전하며 FIFA 센추리클럽 가입을 이뤄냈다.

## 은퇴 이후
선수 생활을 마감한 후 2015년 3월 애틀랜타 유나이티드의 단장직을 맡아 현재에 이르고 있고 2017년 10월에는 부회장직까지 포함해 4년 재계약을 체결했으며 2018년 4월에는 미국 축구 기술 개발 위원회의 공동 의장으로 선임된 뒤 2020년 9월에는 미국 축구 명예의 전당에 헌액되었다.

## 수상

### 클럽
시카고 파이어
- MLS컵 : 준우승 (2000, 2003)
- US 오픈컵 : 우승 (2000, 2003)

 스타드 렌
- 쿠프 드 프랑스 : 준우승 (2008-09)

 레인저스 FC
- 스코티시 프리미어십 : 준우승 (2011-12)

### 국가대표팀
미국
- CONCACAF 골드컵 : 우승 (2002, 2007), 준우승 (2011), 3위 (2003)
- FIFA 컨페더레이션스컵 : 준우승 (2009)

### 개인
- MLS 올해의 신인상 : 2000
- MLS 올해의 수비수상 : 2002, 2003

## 같이 보기
- A매치 100경기 이상 출전한 축구 선수 명단